# Чупа
Чупа́ (карел. Čuuppa) — посёлок городского типа в Лоухском районе Республики Карелия, административный центр Чупинского городского поселения.
Расположен на северо-востоке Республики Карелия, на берегу Чупинской губы Кандалакшского залива Белого моря, в 4 км к востоку от железнодорожной станции Чупа (на линии Санкт-Петербург — Мурманск). Расстояние до районного центра Лоухи составляет 48 км по автодороге.

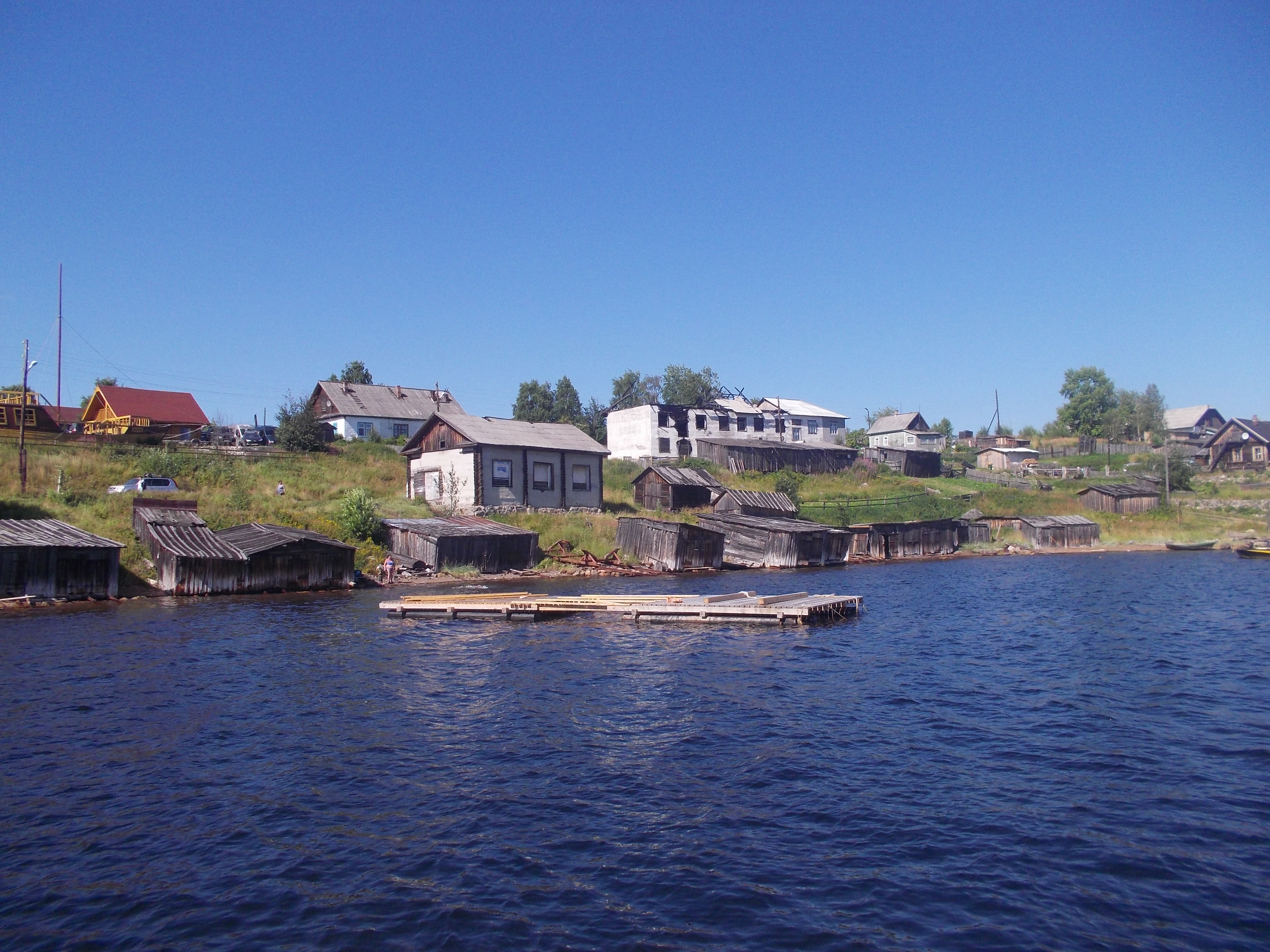
Вид на посёлок с моря

## История

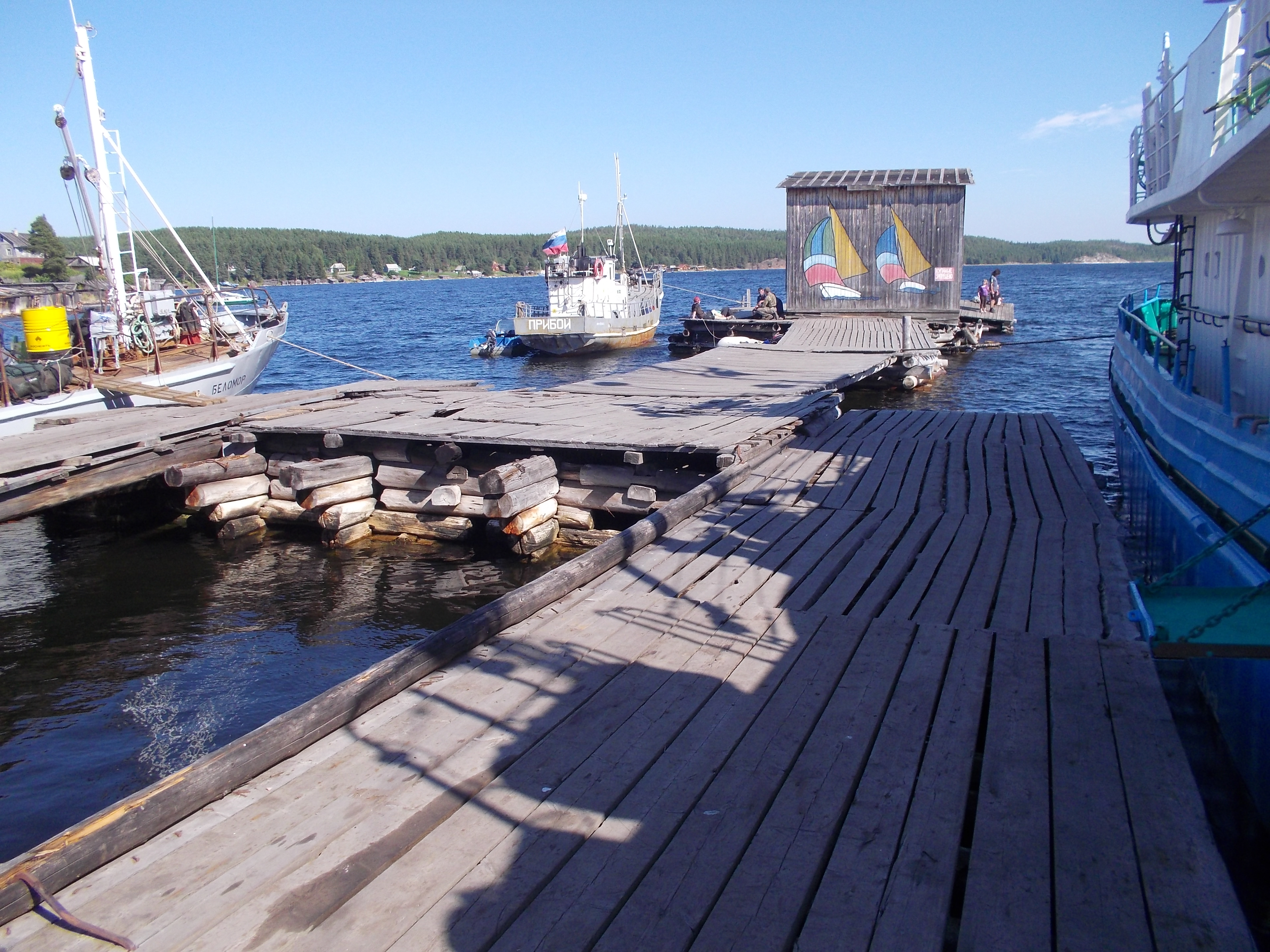
Пристань в Чупе (август 2013 года)

Старинный поморский Чупинский погост впервые упоминается в 1574 году в письменах Соловецкого монастыря; тогда в нём насчитывалось 7 дворов с населением 10 человек.
С 17 века Чупа стала центром российского слюдяного промысла. В 1922 году началась промышленная добыча полевого шпата, кварца, пегматита. С 1968 года действовала помольно-обогатительная фабрика, с 1973 года — горно-обогатительный комбинат «Карелслюда» Министерства строительных материалов СССР, с 1999 года — Чупинский горно-обогатительный комбинат. В 1970—1980-х годах предприятие насчитывало 2500 работников и являлось крупнейшим в СССР поставщиком слюды-мусковита.
В 1935 году отмечалось десятилетие Карело-Финской АССР и в официальном рапорте говорилось: «Проведены большие работы по благоустройству — древонасаждения, постройки новых заборов, канав, приведение в культурный вид рабочих и колхозных домов, открытие новых культурных объектов: Пудож — звуковое кино, Лоухский р-н, Чупа — красный уголок, организовано показательное общежитие, в Чупе-пристань — достроен Дом социалистической культуры». В декабре 1938 года в посёлке был открыт дом культуры «Горняк».
Статус посёлка городского типа — с 13 сентября 1943 года.
18 ноября 2006 года в прямом телеэфире Сергей Катанандов, в то время Глава Республики Карелия, объявил посёлок экономически бесперспективным и посоветовал жителям покидать родные дома. В ответ жители посёлка пригрозили выходом городского поселения из состава Республики Карелия и присоединением его к Мурманской области.

## Климат
- Среднегодовая температура воздуха — −0,3 °C.
- Относительная влажность воздуха — 79,4 %.
- Средняя скорость ветра — 3,3 м/с.

| Среднесуточная температура воздуха в Чупе по данным NASA | Среднесуточная температура воздуха в Чупе по данным NASA | Среднесуточная температура воздуха в Чупе по данным NASA | Среднесуточная температура воздуха в Чупе по данным NASA | Среднесуточная температура воздуха в Чупе по данным NASA | Среднесуточная температура воздуха в Чупе по данным NASA | Среднесуточная температура воздуха в Чупе по данным NASA | Среднесуточная температура воздуха в Чупе по данным NASA | Среднесуточная температура воздуха в Чупе по данным NASA | Среднесуточная температура воздуха в Чупе по данным NASA | Среднесуточная температура воздуха в Чупе по данным NASA | Среднесуточная температура воздуха в Чупе по данным NASA | Среднесуточная температура воздуха в Чупе по данным NASA |
| Янв                                                      | Фев                                                      | Мар                                                      | Апр                                                      | Май                                                      | Июн                                                      | Июл                                                      | Авг                                                      | Сен                                                      | Окт                                                      | Ноя                                                      | Дек                                                      | Год                                                      |
| −12,8 °C                                                 | −11,9 °C                                                 | −7,6 °C                                                  | −3,0 °C                                                  | 4,3 °C                                                   | 11,4 °C                                                  | 14,3 °C                                                  | 11,5 °C                                                  | 6,6 °C                                                   | 0,5 °C                                                   | −6,8 °C                                                  | −10,9 °C                                                 | −0,3 °C                                                  |
| -------------------------------------------------------- | -------------------------------------------------------- | -------------------------------------------------------- | -------------------------------------------------------- | -------------------------------------------------------- | -------------------------------------------------------- | -------------------------------------------------------- | -------------------------------------------------------- | -------------------------------------------------------- | -------------------------------------------------------- | -------------------------------------------------------- | -------------------------------------------------------- | -------------------------------------------------------- |

## Население

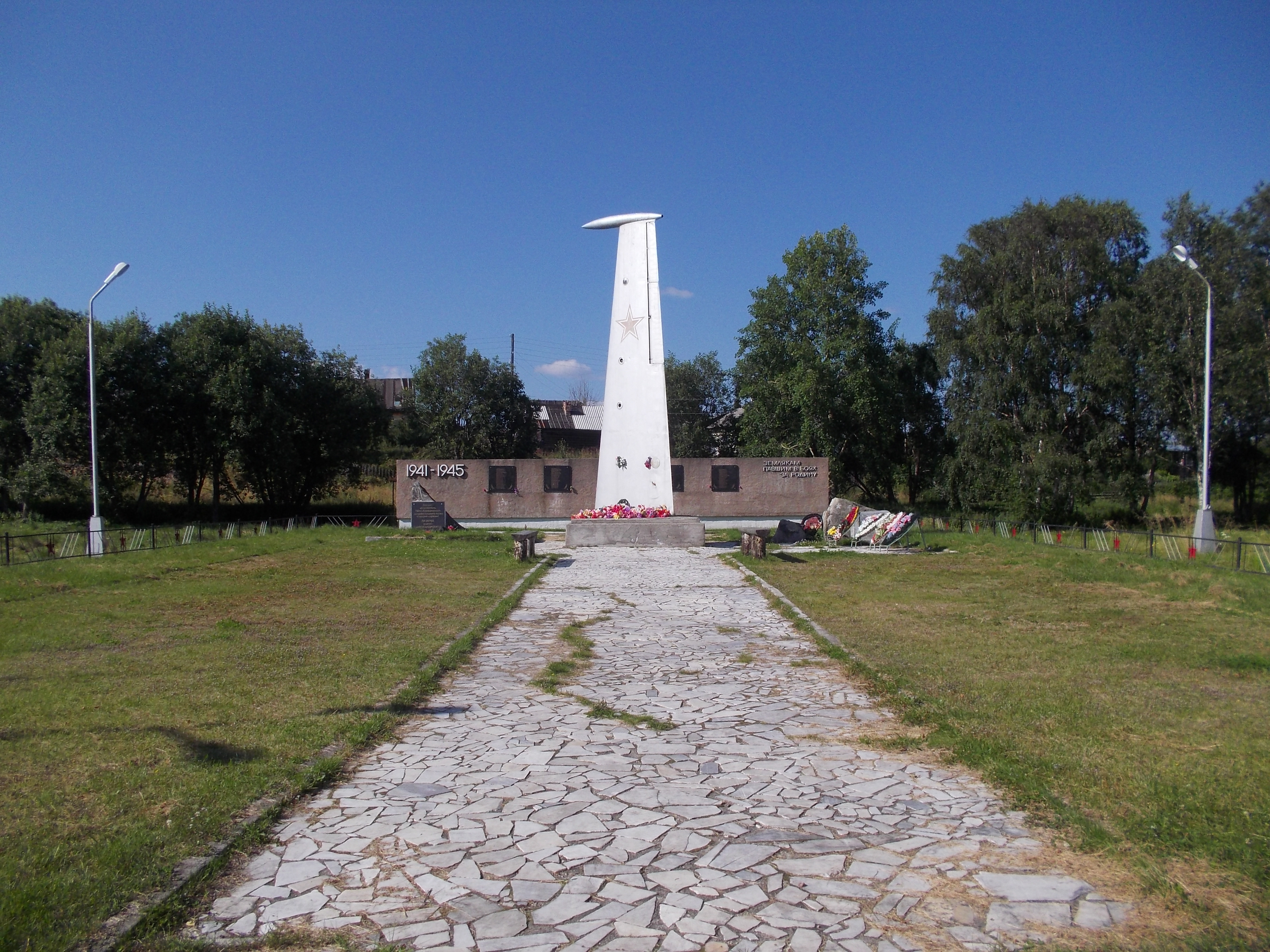
Памятник на братской могиле лётчиков

| 1959  | 1970  | 1979  | 1989  | 2002  | 2009  | 2010  |
| ----- | ----- | ----- | ----- | ----- | ----- | ----- |
| 4095  | ↗4561 | ↗4904 | ↗5214 | ↘4061 | ↘3327 | ↘2924 |
| 2012  | 2013  | 2014  | 2015  | 2016  | 2017  | 2018  |
| ↘2763 | ↘2647 | ↘2571 | ↘2513 | ↘2409 | ↘2324 | ↘2250 |
| 2019  | 2020  | 2021  | 2023  |       |       |       |
| ↘2203 | ↘2167 | ↘2074 | ↘2016 |       |       |       |

## Экономика
На территории посёлка находятся следующие предприятия:
- торговые предприятия — Лоухское райпо, «Пятёрочка», «Магнит», «Ремстройреконструкция»;

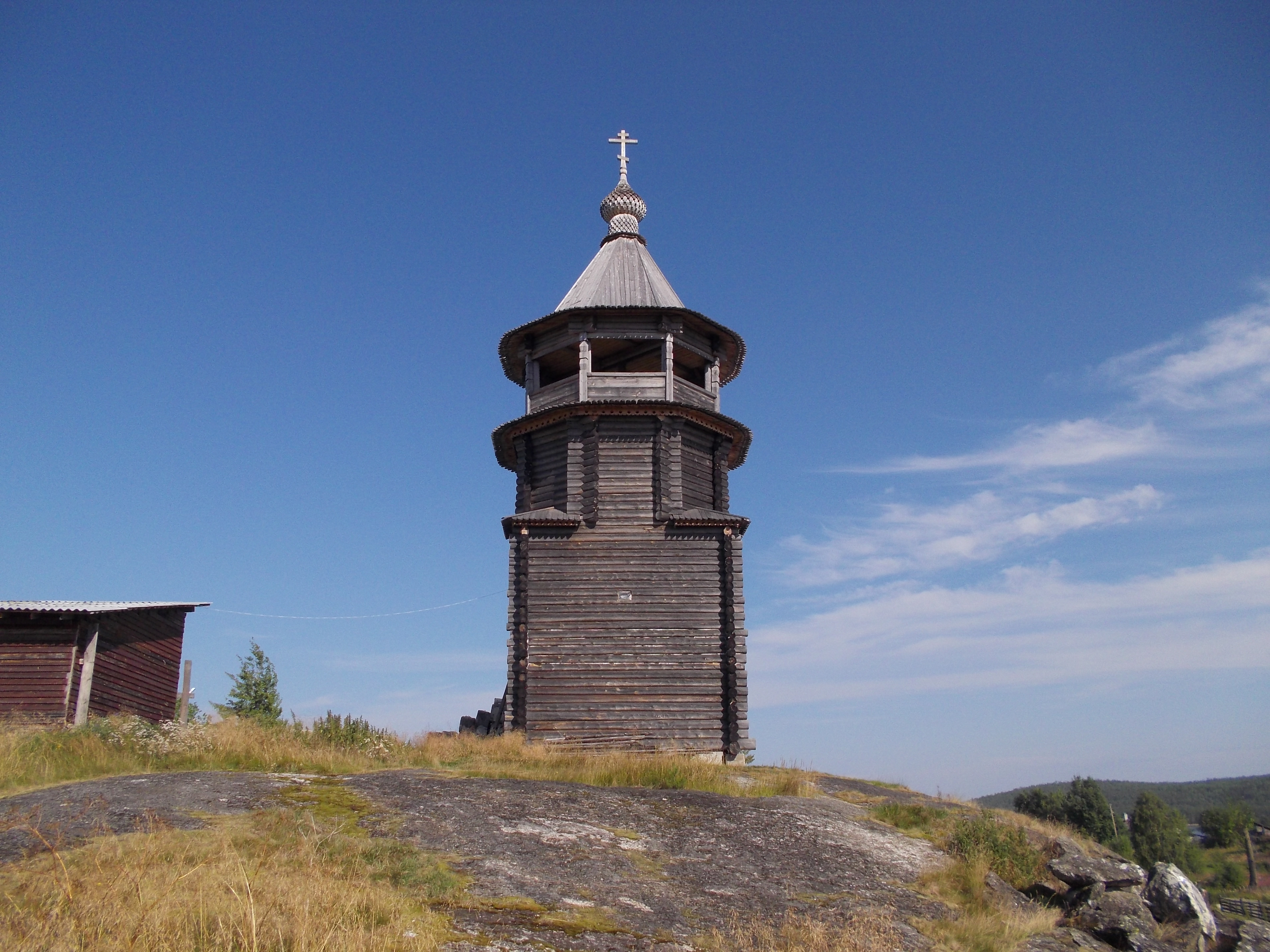
Колокольня церкви прп. Варлаама Керетского (2013 год)

- лесхоз участковое лесничество;
- филиал АО «Ростелеком»;
- отделение почтовой связи;
- предприятия ЖКХ;
- средняя школа;
- дом культуры;
- отделение Сбербанка России.

## Достопримечательности
- Чупа известна самыми старыми в России разработками слюды-мусковита. Здесь также находится месторождение беломорита — «лунного камня».
- Близ Чупы расположена Дедовская шахта по добыче слюды (глубина — 50 м).
- Мемориально-краеведческий музей сказочника Матвея Коргуева.
- Братская могила советских воинов-лётчиков, погибших в 1944 году в воздушном бою во время Советско-финской войны.
- Церковь прп. Варлаама Керетского[27] (сгорела в 2010 году [28], сохранилась колокольня; c 2016 года строится новая церковь из красного кирпича).
- Музей «Валитов камень».

Чупинская губа Белого моря находится в историко-культурной зоне «Карельское Поморье». Побережье губы популярно у туристов.